# Tino Magni
Celestino Magni detto Tino (Barzago, 29 giugno 1947) è un politico e sindacalista italiano.

## Biografia
Figlio di una famiglia operaia, ha la licenza di scuola elementare. Dopo la morte del padre, a 12 anni inizia a lavorare come garzone da un fabbro, poi in una piccola officina metalmeccanica, a 14 anni viene assunto da una fabbrica tessile. In seguito lavora in una fabbrica metalmeccanica di Cassago Brianza, frequentando anche una scuola professionale, diventando operaio specializzato. Nel 1967 aderisce alla Fiom Cgil.
Nel 1976 diventa funzionario della Fiom di Lecco, due anni più tardi entra in segreteria provinciale. Nel 1981 diventa segretario generale della Fiom Cgil di Lecco; nel 1985 entra nella segreteria regionale della Lombardia della Fiom. Nel settembre 1994 viene eletto segretario generale della Fiom lombarda, venendo poi confermato nel 1998. Nel 2002 entra in segreteria nazionale Fiom Cgil come segretario organizzativo, fino al settembre 2005. È stato anche nella segreteria regionale della Cgil Lombardia.
Politicamente ha fatto parte del Partito Comunista Italiano, poi del Partito Democratico della Sinistra e dei Democratici di Sinistra, al cui scioglimento nel 2007 aderisce alla scissione di Sinistra Democratica di Fabio Mussi e Cesare Salvi, che poi nel 2009 confluisce in Sinistra Ecologia e Libertà di Nichi Vendola.
Alle elezioni politiche del 2008 è candidato al Senato con La Sinistra l'Arcobaleno. Non sarà eletto a causa del mancato raggiungimento della soglia di sbarramento da parte della lista. Non sarà eletto nemmeno alle politiche del 2013.
Nel 2017 è fra i fondatori di Sinistra Italiana, di cui dal 2021 è segretario organizzativo nazionale.
Alle elezioni politiche del 2018 si candida al Senato con Liberi e Uguali senza però essere eletto. È invece eletto alle elezioni politiche del 2022 per l'Alleanza Verdi e Sinistra nella quota proporzionale nel collegio plurinominale Lombardia - 02.